# Ванеґах
Ванеґах (перс. وانگاه) — село в Ірані, у дегестані Хушабар, у Центральному бахші, шагрестані Резваншагр остану Ґілян. За даними перепису 2006 року, його населення становило 128 осіб, що проживали у складі 37 сімей.

## Клімат
Середня річна температура становить 13,91 °C, середня максимальна – 27,41 °C, а середня мінімальна – -0,26 °C. Середня річна кількість опадів – 745 мм.
| Клімат поселення                              | Клімат поселення | Клімат поселення | Клімат поселення | Клімат поселення | Клімат поселення | Клімат поселення | Клімат поселення | Клімат поселення | Клімат поселення | Клімат поселення | Клімат поселення | Клімат поселення | Клімат поселення |
| Показник                                      | Січ.             | Лют.             | Бер.             | Квіт.            | Трав.            | Черв.            | Лип.             | Серп.            | Вер.             | Жовт.            | Лист.            | Груд.            |                  |
| Середній максимум, °C                         | 10,40            | 10,88            | 12,45            | 17,16            | 20,89            | 25,64            | 27,39            | 27,41            | 22,84            | 20,54            | 16,39            | 12,07            |                  |
| Середня температура, °C                       | 5,08             | 5,56             | 7,13             | 11,84            | 15,57            | 20,32            | 23,20            | 23,20            | 18,64            | 16,35            | 12,18            | 7,88             |                  |
| Середній мінімум, °C                          | −0,26            | 0,23             | 1,81             | 6,52             | 10,26            | 15,00            | 19,01            | 19,02            | 14,45            | 12,16            | 8,01             | 3,68             |                  |
| Норма опадів, мм                              | 73               | 60               | 66               | 55               | 39               | 24               | 12               | 32               | 75               | 111              | 88               | 110              |                  |
| Середньомісячна швидкість вітру, м/с          | 2.28             | 2.40             | 2.40             | 2.34             | 2.30             | 2.52             | 2.55             | 2.38             | 2.09             | 2.10             | 1.96             | 2.00             |                  |
| Середньомісячна сонячна радіація, кДж/м²·день | 6889             | 9101             | 11239            | 15857            | 20016            | 22796            | 23745            | 19935            | 16290            | 11133            | 8530             | 6546             |                  |
| --------------------------------------------- | ---------------- | ---------------- | ---------------- | ---------------- | ---------------- | ---------------- | ---------------- | ---------------- | ---------------- | ---------------- | ---------------- | ---------------- | ---------------- |
| Джерело:                                      |                  |                  |                  |                  |                  |                  |                  |                  |                  |                  |                  |                  |                  |